# Anampses
Anampses – rodzaj ryb okoniokształtnych z rodziny wargaczowatych.

## Klasyfikacja
Gatunki zaliczane do tego rodzaju:
| - Anampses caeruleopunctatus - Anampses chrysocephalus - Anampses cuvier - Anampses elegans - Anampses femininus - Anampses geographicus - Anampses lennardi | - Anampses lineatus - Anampses melanurus - Anampses meleagrides - Anampses neoguinaicus - Anampses twistii - Anampses viridis |

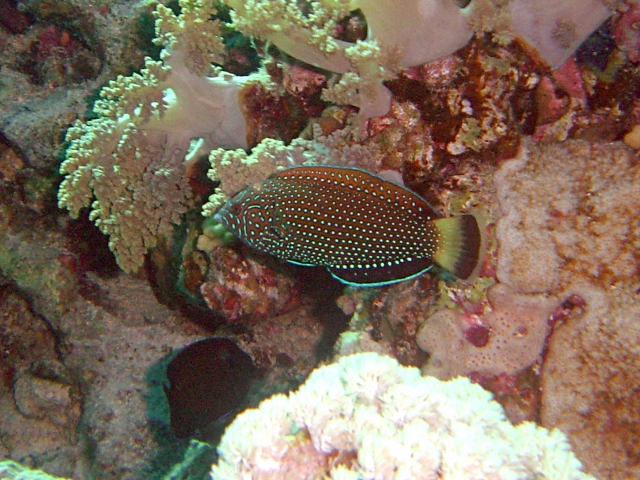
Anampses caeruleopunctatus
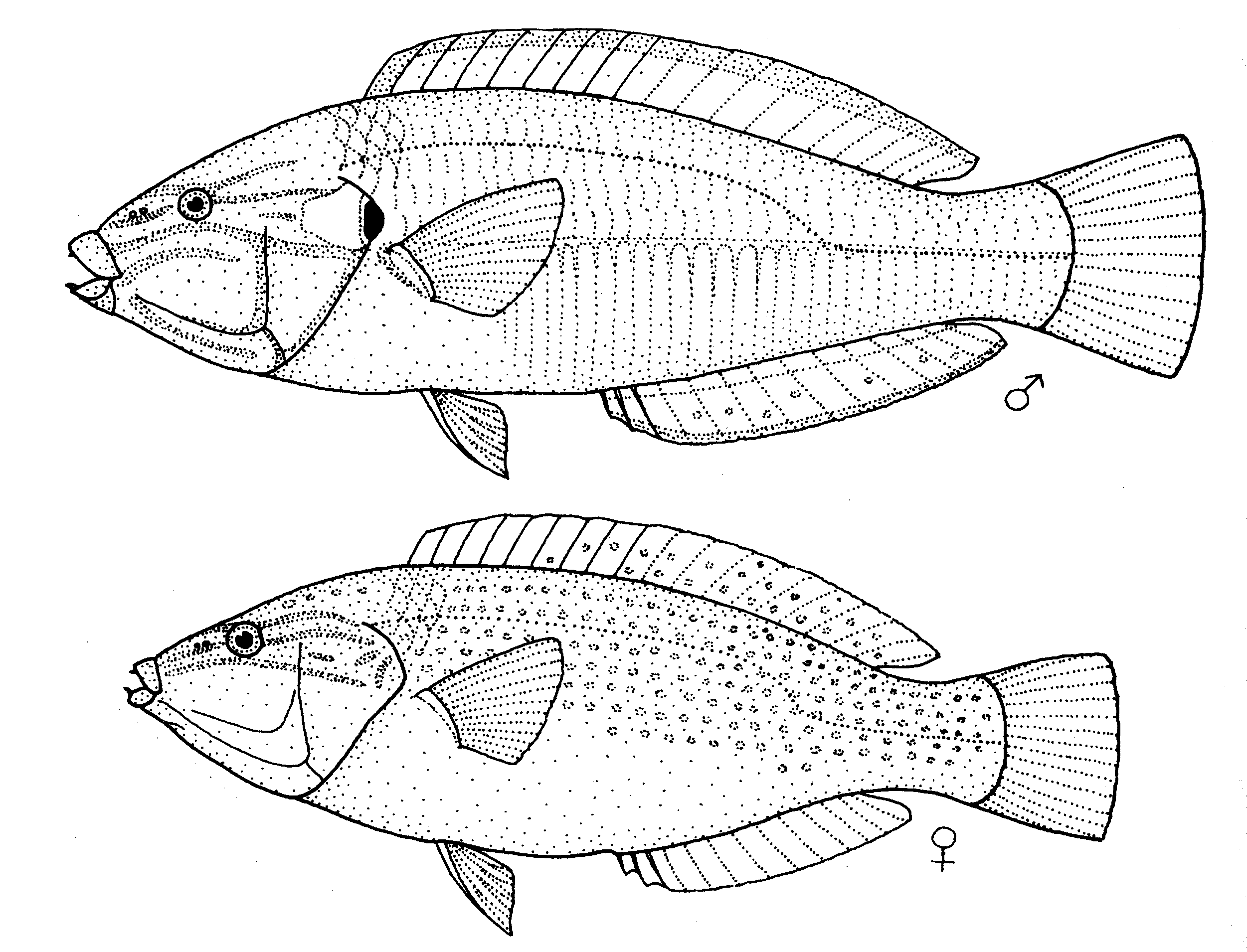
Anampses elegans
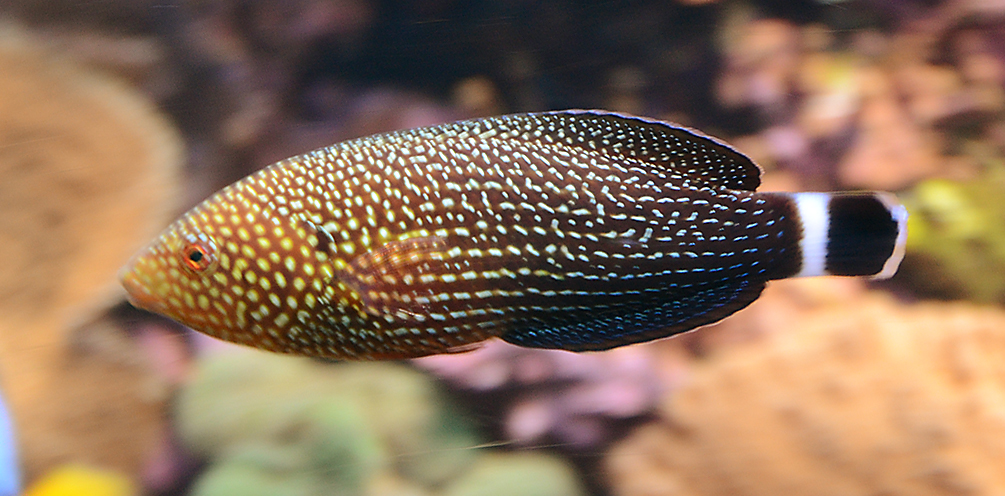
Anampses lineatus
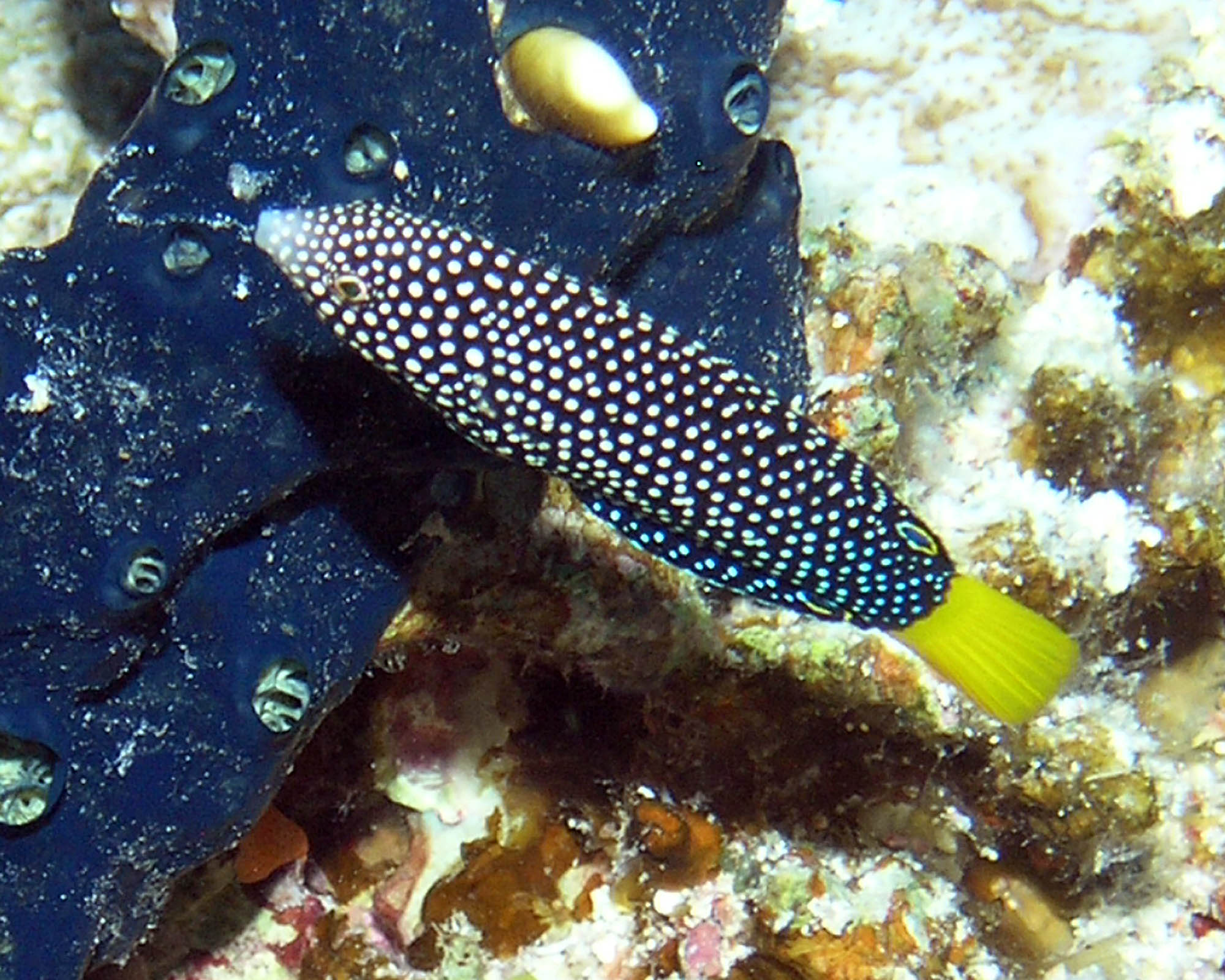
Anampses meleagrides
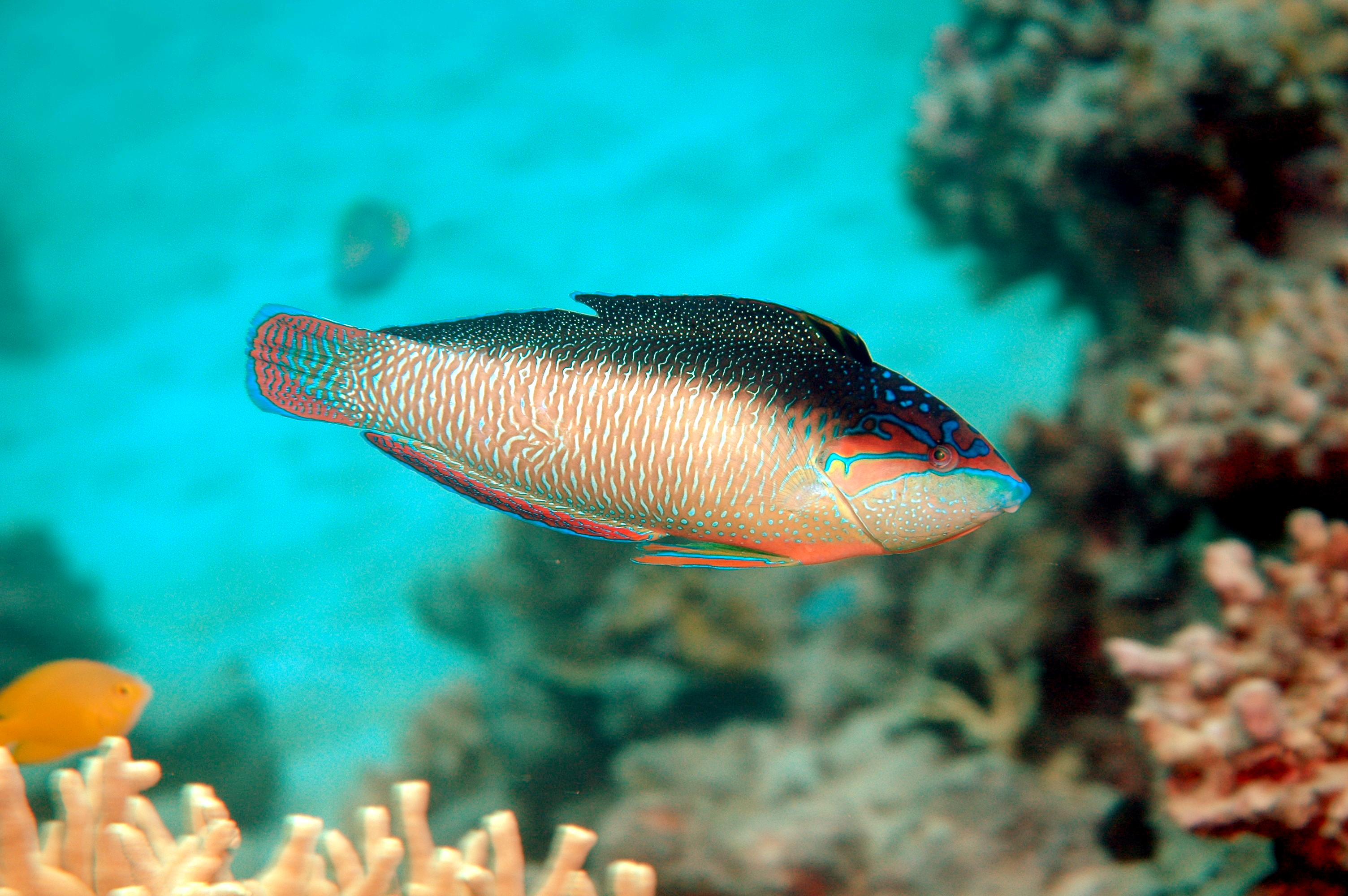
Anampses neoguinaicus
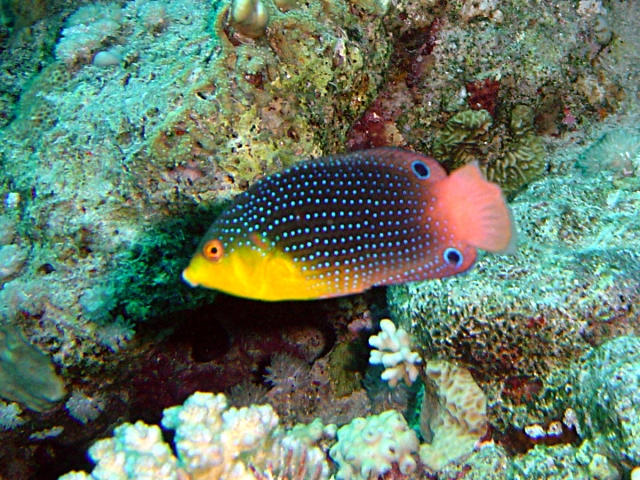
Anampses twistii